# 牡丹峰楽団
牡丹峰電子楽団（モランボンでんしがくだん、朝鮮語: 모란봉전자악단）とは、朝鮮民主主義人民共和国（北朝鮮）の音楽ユニットである。

## 概要
北朝鮮の最高指導者である金正恩第一書記（当時）の指示により、2012年7月に結成された。メンバーは金正恩本人により選抜され、同楽団の結成段階においては、金正恩の正妻で第一線の歌手としての来歴があり、同国の演芸界に影響力を持つ李雪主が大きな役割を果たしたとされる。メンバーや幹部の待遇は朝鮮人民軍（朝鮮人民軍陸軍）の軍人であり、例としてそれぞれ2015年末時点では団長の玄松月は大佐、ボーカルの一人であるキム・ユギョンは大尉の軍事称号を持つ。
牡丹峰楽団は現在、北朝鮮において最も人気のあるガールズバンドであると見なされている。レパートリーとしては最高指導者（金日成・金正日・金正恩）・朝鮮労働党・朝鮮人民軍および社会主義・主体思想・先軍政治などを賛美したプロパガンダ歌曲や軍歌を中心にするも、いわゆる西側諸国の音楽や北朝鮮の伝統的な民謡に至るまでを幅広く演奏することができる。西側文化に由来する具体的な曲としてはディズニー映画のテーマ曲などがある。同楽団はこれらのレパートリーを一つの公演で取り混ぜつつ、極めて表情豊かに演ずることで知られている。アイドルグループと見なされがちだが、歌唱、楽器演奏とも世界的レベルでみても一流のレベルにある。
また、道徳的に朝鮮の儒教思想が強く残る北朝鮮において、牡丹峰楽団はミニスカートや半袖など、露出度の高いコスチュームや現代的でファッション性の高いヘアスタイル等で着飾って活動する存在としても注目を集めてきた。海外のニュースにおいて楽団が取り上げられる際も、外見やファッション等についてK-POPや少女時代等の大韓民国出身の女性アイドルグループなどと比較されることもある。メンバーは軍人（士官）待遇であるため、軍服をモチーフとした衣装には軍事称号を示す階級章が付されている。
なお、北朝鮮では1985年に、金正日の指示により結成された電子音楽バンド「普天堡電子楽団（普天堡軽音楽団） 」があったが、牡丹峰楽団など後身組織に発展的に移行されるものとして、2010年代初頭に解散している。2016年時点で、牡丹峰楽団の団長である玄松月は普天堡電子楽団の歌手出身者であるなど、普天堡電子楽団は牡丹峰楽団の事実上の前身となる。

## 活動
2012年7月6日に、平壌市にてテスト公演を兼ねた初の御披露目が行われ、金正恩を始めとする朝鮮労働党や朝鮮人民軍の幹部などが鑑賞した。この公演ではアメリカのディズニー映画のテーマ音楽が演奏され、キャラクターであるミッキーマウスやミニーマウスなどに類似した着ぐるみが登場した。その後、朝鮮の声放送でも同楽団の演奏した楽曲が頻繁に放送されている。
2015年9月5日に、アメリカ合衆国のマスメディアにより解散説が報じられたが、同月7日にキューバ使節団向けの公演に出演して健在ぶりを示した。

### 国外公演
2015年、中華人民共和国と朝鮮民主主義人民共和国両国の友好と親睦を深める目的で、12月12日に北京市において国外初公演を行うことが決定された（功勲国家合唱団と合同）。そして、実際にヒョン・ソンウォル団長を含む幹部・スタッフ6名、演奏家10名、歌手5名が北京入りし、予定日前日の11日には市内でリハーサルまで行ったが、公演開始の約一時間前に突然公演が中止となり、急遽帰国したことが報道により明らかとなった。中止の理由は、北朝鮮の水爆実験の内容が、北京公演に含まれていた事に対して、中国共産党が激怒したことと言われている。

## 幹部・創作家
- ヒョン・ソンウォル（玄松月、현송월）、団長。元ワンジェサン軽音楽団、普天堡電子楽団歌手。功勲俳優（女性）。現在、朝鮮労働党中央委員会委員も兼任。
- ファン・ジニョン（황진영）、副団長。作曲家。労力英雄、人民芸術家（男性）。2025年1月24日、急性心筋梗塞により65歳で死去[2]。
- キム・ウンリョン（김운룡）、副団長。作曲家。人民芸術家（男性）
- チャン・ジョンエ（장정애）、副団長。元ワンジェサン軽音楽団歌手、声楽指導。功勲芸術家（女性）
- ウ・ジョンヒ（우정희）、創作室室長。作曲家。労力英雄、人民芸術家（女性）
- アン・ジョンホ（안정호）、創作室副室長。作曲家。労力英雄、人民芸術家（男性）
- チャ・ホグン（차호근）、創作室作家(作詞)（男性）
- ヒョン・ギョンイル（현경일）、創作室作曲家（男性）
- リ・ミョンナム（리명남）、創作室作曲家、功勲芸術家（男性）
- リム・グムソン（림금성）、創作室作曲家（男性）
- キル・ウォングム （길원금）、創作室録音師（男性）

現在功勲国家合唱団団長兼首席指揮者の張龍植（チャン・リョンシク）（장룡식）や元普天堡電子楽団のシンセサイザー奏者で作曲家の人民芸術家キム・ヘソン（김해성）も一時創作家として在籍していた。

## 演奏家
- ソヌ・ヒャンヒ（선우향희）、ヴァイオリン、楽長 - 元万寿台芸術団三池淵楽団演奏家。2012年7月6日〜。
  - ヴァイオリン独奏曲として「魅惑と欽慕」《매혹과 흠모》（2014年）
  - 2015年9月7日の公演以来出演がなかったが、2017年7月13日放送の大陸間弾道ロケット試験発射成功記念音楽舞踊総合公演で出演が確認された。
- ホン・スギョン（홍수경）、ヴァイオリン - 元ワンジェサン芸術団、万寿台芸術団三池淵楽団演奏家。2012年7月6日〜。
- チャ・ヨンミ（차영미）、ヴァイオリン - 元ワンジェサン芸術団演奏家。2012年7月6日〜。
- キム・ウナ（ウンハ）（김은하）、ヴァイオリン - 2015年4月27日〜2016年5月11日。2016年9月よりワンジェサン芸術団、2018年2月より三池淵管弦楽団で演奏していると見られる。
- リ・ヘソン（리혜성）、ヴァイオリン - ワンジェサン芸術団に所属し、三池淵管弦楽団でも演奏していた。2018年9月18日に行われた文在寅韓国大統領一行を歓迎する公演で、牡丹峰楽団の衣装を身につけて出演。
- ユ・ウンジョン（유은정）、チェロ - 2012年7月6日〜2016年5月11日。2018年9月より三池淵管弦楽団で演奏。現在は国務委員会演奏団で演奏している。
  - チェロのための軽音楽「あなたしか私は知らない」《그대밖에 내 몰라라》（2012年）
- 名前不明、チェロ - 2016年12月28日〜。
- リ・ヒギョン（리희경）、シンセサイザー - 元ワンジェサン芸術団演奏家。2012年7月6日〜。
- キム・ヒャンスン（김향순）、シンセサイザー・ バヤン (楽器) - 元万寿台芸術団三池淵楽団演奏家。2012年7月6日〜2013年2月1日。現在功勲国家合唱団に所属し、バヤンを演奏。
- キム・ヨンミ（김영미）、ピアノ → シンセサイザー - 元銀河水管弦楽団演奏家。2012年7月6日〜2016年5月11日。
- 名前不明、シンセサイザー。2016年12月28日〜2017年7月30日。
- キム・ジョンミ（김정미）、ピアノ。2012年12月21日〜。
- カン・ピョンヒ（강평희）、ギター - 元ワンジェサン芸術団演奏家。2012年7月6日〜2014年5月20日。
- チョ・ギョンヒ（조경희）、ギター - 2014年9月3日〜。
- リ・ソルラン（리설란）、ベース - 2012年7月6日〜2013年2月1日。その後功勲国家合唱団に移籍。
- チョン・ヘリョン（전혜련）、ベース - 2013年4月11日〜2016年5月11日、2017年9月13日〜。現在は功勲国家合唱団と兼務と見られる。
  - 牡丹峰楽団から青峰楽団、功勲国家合唱団を経て、牡丹峰楽団に復帰。
- 名前不明、ベース - 青峰楽団から移籍。2016年12月28日〜2017年7月30日。2018年2月より三池淵管弦楽団で演奏。
- チェ・ジョンイム（최정임）、サクソフォーン・メタルオーボエ・メタルクラリネット・パーカッション - 2012年7月6日〜。
- リ・ユンヒ（리윤희）、ドラムス - 元ワンジェサン芸術団演奏家。2012年7月6日〜2014年9月4日。
- ハン・スンジョン（한순정）、パーカッション → ドラムス - 元朝鮮人民内務軍協奏団演奏家。2014年5月19日〜2016年5月11日。
- ホン・ユンミ (홍윤미)、ドラムス - 2016年12月28日〜。金正恩元帥様に随行する「謎の女性」と呼ばれた。

2016年12月29日に放送された朝鮮中央テレビの報道（ニュース）の映像で、男性の演奏家の存在が判明（ヴァイオリン、チェロ、サクソフォーン）。尚、男性サクソフォーン奏者の名前は、ソヌ・ジョンヒョク（선우정혁）（現在は功勲国家合唱団 → 三池淵管弦楽団所属）。

## 歌手
- キム・ユギョン（金裕景[4]、김유경）、功勲俳優
  - 独唱曲として「金座布団」《금방석》（2012年）、「党よ、あなたがいるから」《당이여 그대 있기에》（2016年）などがある。
- キム・ソルミ（金雪美、김설미）、功勲俳優
  - 独唱曲として「海の豊漁歌」《바다 만풍가》（2014年）、「鉄嶺の下のリンゴの海」《철령아래 사과바다》（2014年）などがある。
- リュ・ジナ（劉振雅、류진아）、功勲俳優
  - 独唱曲として「戦勝の祝砲よ語れ」《전승의 축포여 말하라》（2013年）、「運命の手」《운명의 손길》（2015年）などがある。
- パク・ミギョン（朴美京[5]、박미경） - 銀河水音楽会に重唱歌手として出演経験あり。
  - 独唱曲として「飛んで行っておくれ、恋しい私の心よ」《날아가다오 그리운 내 마음아》（2014年）、「熱い情」《뜨거운 정》（2014年）
- パク・ソニャン(ソンヒャン)（朴善香、박선향）
  - 独唱曲として「私の運命を輝かせてくれた母なる党の懐」《내 운명 빛내준 어머니당의 품》（2012年）
- チョン・スヒャン（鄭水香、정수향） - 元ワンジェサン芸術団歌手
  - 独唱曲として「希望溢れる我が祖国よ」《희망넘친 나의 조국아》（2014年）
- リ・ミョンヒ（李明姬、리명희）
  - 独唱曲として「首領様を偲ぶ心」《수령님 그리는 마음》（2014年）
- ラ・ユミ（羅柔美、라유미）、功勲俳優 - 2014年9月4日の新作音楽会以来出演なし。
  - 独唱曲として「私の心の声」《내 심장의 목소리》（2014年）、「告白」《고백》(2014年)などがある。
- リ・オクァ(オクファ)（李玉花、리옥화）、功勲俳優 - 元ワンジェサン軽音楽団、牡丹峰重唱組歌手。
  - 牡丹峰楽団における独唱曲として「その日の15分」《그날의 15분》（2014年）、「歳月よ、過ぎ去ってみるがよい」《세월이야 가보라지》（2014年）、「我らには偉大な党がある」《우리에겐 위대한 당이 있네》（2016年）
- リ・スギョン（리수경）（青峰楽団に同姓同名の歌手がいるが、別人）
- チョ・グキャン(グクヒャン)（조국향） - 2015年、平壌直轄市船橋区域にある栗谷（リュルゴク）高級中学校（インドネシア語版）児童音楽班を卒業し、同年入団。
  - 牡丹峰楽団入団前の独唱曲として「この地を守ってゆくだろう」《이 땅을 지켜가리》（2015年）（漫画映画「少年将帥」《소년장수》第52・53部挿入歌）
- キム・ヒョシム（김효심）
- オ・スヨン（오수연）
- ユ・ボンミ（유봉미） - 青峰楽団から移籍
  - 青峰楽団所属時の独唱曲として「愛の光」《사랑의 빛발》（2016年）
- キム・チョンイェ（김청예）（＊推定） - 金元均名称音楽総合大学平壌第2音楽学院（旧名称：金星学院（中国語版）芸術班）出身。万寿台芸術団から移籍。
- キム・オクチュ（김옥주） - 元牡丹峰重唱組歌手。青峰楽団を経て、2017年9月13日の公演で牡丹峰楽団の歌手として登場。三池淵管弦楽団移籍後、現在は国務委員会演奏団所属

## 使用楽器
日本製の一流品を多用している。コンサート映像では商標名を消すどころか、アップで写したりしている。
- 弦楽器：バイオリン　ヤマハ・SVV200、チェロ　ヤマハ・SVC
- アコースティックギター：ギブソン・J-200
- エレキギター：ESP HORIZON、アイバニーズ・RG
- エレキベース：グレコ・フェニックスベース、フェンダー・ジャズベース
- グランドピアノ：スタインウェイ（赤）、ヤマハ（白）
- シンセサイザー：コルグ・KRONOS X、TRITON、KARMA、ローランド・JUPITER-80、ヤマハ・MOTIF XF 他
- 電子ドラム：現在はローランドTD-30KV(レッドのカバリング)　以前はTD-20x(一部シンバルはSABIAN)
- ボーカル用マイクなどワイヤレスシステム：米国シュア社

## 公演
朝鮮中央通信の記事を配信している東京の朝鮮通信社のサイト（朝鮮語）、ブログ「北朝鮮報道で書かれないこと」（日本語）、牡丹峰楽団関連の情報サイト「Moranbong Band Discography」（英語）内の記事を元に作成。
地名の表示のないものは、平壌市。

### 2012年
- 7月6日：牡丹峰楽団 示範公演（万寿台芸術劇場）
- 7月28日：戦勝節慶祝 牡丹峰楽団公演（柳京鄭周永体育館）
- 8月25日：8.25（＝先軍節）慶祝 牡丹峰楽団火線公演（江原道元山市近郊・朝鮮人民軍第4302軍部隊の施設） - 公演場所は推定
- 8月末頃（＊時期は推定）：青年節慶祝公演に出演（2012年12月31日発朝鮮中央通信の記事より）[9]
- 10月10日〜14日 ：朝鮮労働党創建67周年慶祝  牡丹峰楽団公演『嚮導の党を仰いで歌う歌』（柳京鄭周永体育館）
- 10月29日：金日成軍事総合大学創立60周年記念 牡丹峰楽団公演（柳京鄭周永体育館）
- 12月21日 ：光明星3号2号機の成果的な発射を祝賀する牡丹峰楽団公演（木蘭館）

### 2013年
- 1月1日・2日：牡丹峰楽団 新年慶祝公演『党に従い、最後まで』（柳京鄭周永体育館）
- 2月1日：朝鮮労働党第4次細胞秘書(＝書記)大会参加者らの為の牡丹峰楽団・朝鮮人民軍功勲国家合唱団合同公演『母の声』（柳京鄭周永体育館）
- 4月11日：牡丹峰楽団が朝鮮人民軍第630大連合部隊を祝賀訪問し火線公演（平安南道徳川市・朝鮮人民軍第630大連合部隊（第11軍団）の施設） - 公演場所の所在地は推定
- 4月25日：朝鮮人民軍創建81周年慶祝 牡丹峰楽団公演（木蘭館）
- 6月23日：金正恩元帥様が慈江道の労働階級らと牡丹峰楽団公演を観覧（慈江道江界市・江界トラクター総合工場体育館）
- 7月27日：牡丹峰楽団 戦勝節祝賀公演『偉大なる勝利』（木蘭館）
- 8月3日：偉大なる祖国解放戦争勝利60周年慶祝閲兵式参加者らの為の牡丹峰楽団の祝賀公演（柳京鄭周永体育館）
- 10月10日〜15日：朝鮮労働党創建68周年慶祝 牡丹峰楽団と功勲国家合唱団合同公演『朝鮮労働党万歳！』（柳京鄭周永体育館）
- 10月24日：朝鮮人民軍第4次中隊長・中隊政治指導員大会参加者らの為の牡丹峰楽団・功勲国家合唱団合同公演（柳京鄭周永体育館） - 報道のみ

### 2014年
- 3月中旬：敬愛する金正恩元帥様をお迎えして行われた牡丹峰楽団公演（江原道元山市近郊・朝鮮人民軍第4302軍部隊の施設） - 公演場所は推定 （3月17日付 労働新聞・朝鮮中央通信）
  - 金正恩と朝鮮人民軍将兵らが観覧。
- 3月22日〜4月1日：4.25文化会館で行われた牡丹峰楽団公演 - 公演の様子を撮影した動画が複数あり。公演の実況録画の放映なし
  - うち3月22日は金正恩・李雪主夫妻、4月1日は金正恩と将兵らが観覧。その他の日は平壌市民対象。
- 両江道巡回公演（4月4日〜11日）
  - 4月4日・5日：両江道三池淵郡・三池淵郡文化会館
  - 4月6日〜8日：両江道大紅湍郡・大紅湍郡文化会館
  - 4月9日〜11日：両江道恵山市・両江道芸術劇場
- 4月16日：朝鮮人民軍第1次飛行士大会参加者らの為の牡丹峰楽団祝賀公演（4.25文化会館）[10]
- 5月2日：松濤園国際少年団野営所の竣工を祝賀する体育文化行事の中で行われた牡丹峰楽団の祝賀公演『この世に羨むものはない！』（江原道元山市・松濤園国際少年団野営所 国際親善少年会館） - 記録映画あり。公演の実況録画の放映なし。
- 5月19日・20日：第9次全国芸術人大会参加者らの為の牡丹峰楽団祝賀公演（4.25文化会館）
- 9月3日・4日：牡丹峰楽団 新作音楽会（万寿台芸術劇場）

### 2015年
- 4月27日・28日：朝鮮人民軍第5次訓練イルクン（＝担当者）大会参加者らの為の牡丹峰楽団祝賀公演（人民文化宮殿）
- 9月7日：キューバ共和国国家代表団を歓迎する牡丹峰楽団と功勲国家合唱団の祝賀公演（人民劇場[11]） - 記録映画あり。公演の実況録画の放映なし。
- 10月11日〜18日：朝鮮労働党創建70周年慶祝 功勲国家合唱団と牡丹峰楽団の合同公演（柳京鄭周永体育館）
  - うち11日は、劉雲山・中国共産党中央政治局常務委員らを招待、18日は金正恩・李雪主夫妻が観覧。
- 12月12日〜14日（公演取り消し）：朝鮮民主主義人民共和国功勲国家合唱団と牡丹峰楽団の中華人民共和国に対する親善訪問公演
  - 9日に平壌を出発、国際列車で中華人民共和国を親善訪問し、北京市の国家大劇院において、功勲国家合唱団と合同で親善公演を行う予定だったが、公演初日の12日の午後1時半頃に、宿泊先の民族飯店（中国語版）を後にし、北京首都国際空港に向かい、そのまま空路平壌国際空港へ帰国。

### 2016年
- 2月13日：地球観測衛星「光明星4号」の発射成功に寄与した科学者・技術者・イルクンらの為の牡丹峰楽団祝賀公演（木蘭館）
- 2月18日：地球観測衛星「光明星4号」の成果的発射に寄与した宇宙科学者・技術者・労働者・イルクンらの為の牡丹峰楽団と功勲国家合唱団の合同祝賀公演（柳京鄭周永体育館）
- 5月11日：朝鮮労働党第7次大会慶祝 牡丹峰楽団・青峰楽団・功勲国家合唱団合同公演『永遠に我が党に従い』（柳京鄭周永体育館）
- 12月28日：第1次全党初級党委員長大会参加者らの為の牡丹峰楽団・功勲国家合唱団合同公演（柳京鄭周永体育館）

### 2017年
- 5月19日：地上対地上（＝地対地）中長距離戦略弾道ロケット「火星-12」型開発者らを祝賀する宴会の中で行われた牡丹峰楽団公演（木蘭館） - 報道のみ
- 7月9日〜12日：大陸間弾道ロケット試験発射成功記念 音楽舞踊総合公演（柳京鄭周永体育館） - 牡丹峰楽団・青峰楽団・功勲国家合唱団・ワンジェサン芸術団合同
- 7月10日：大陸間弾道ロケット試験発射成功を祝賀する宴会の中で行われた牡丹峰楽団公演（木蘭館） - 報道のみ
- 7月30日：大陸間弾道ロケット「火星-14」型2次試験発射成功を慶祝する牡丹峰楽団・功勲国家合唱団合同公演（人民劇場）
- 9月13日〜21日：牡丹峰楽団・功勲国家合唱団・王在山芸術団が元山市で音楽舞踊総合公演（江原道元山市・松濤園青年野外劇場）
- 9月24日〜30日：功勲国家合唱団・牡丹峰楽団・王在山芸術団が咸興市で音楽舞踊総合公演（咸鏡南道咸興市・咸興大劇場）
- 10月4日〜14日：功勲国家合唱団・牡丹峰楽団・王在山芸術団が新義州市で音楽舞踊総合公演（平安北道新義州市・平安北道芸術劇場）
- 10月18日〜29日：功勲国家合唱団・牡丹峰楽団・王在山芸術団が江界市で音楽舞踊総合公演（慈江道江界市・江界トラクター総合工場体育館）
- 11月2日〜12日：功勲国家合唱団・牡丹峰楽団・王在山芸術団が安州市で音楽舞踊総合公演（平安南道安州市・安州劇場）
- 11月16日〜26日：功勲国家合唱団・牡丹峰楽団・王在山芸術団が南浦市で音楽舞踊総合公演（南浦市・南浦市芸術劇場）
- 11月30日〜12月6日：功勲国家合唱団・牡丹峰楽団・王在山芸術団が沙里院市で音楽舞踊総合公演（黄海北道沙里院市・黄海北道芸術劇場）
- 12月13日：第8次軍需工業大会参加者らの為の祝賀公演（柳京鄭周永体育館） - 功勲国家合唱団・牡丹峰楽団合同 - 報道のみ
- 12月29日：朝鮮労働党第5次細胞委員長大会参加者らの為の祝賀公演（平壌体育館） - 功勲国家合唱団・牡丹峰楽団合同 - 報道のみ

### 2018年
- 1月1日：2018年新年慶祝公演『朝鮮の姿』（柳京鄭周永体育館） - 功勲国家合唱団・牡丹峰楽団合同
- 2月8日：朝鮮人民軍創建70周年慶祝 功勲国家合唱団・牡丹峰楽団・王在山芸術団音楽舞踊総合公演（柳京鄭周永体育館）

### 2019年
- 1月1日：2019年迎春祝賀舞台 (金日成広場)
  - 「歌メドレー」(３曲)「燃える願い」のみでの出演

### 2020年
- 1月1日：2020年迎春祝賀公演(金日成広場)

## 主な楽曲
ここでは、その年に牡丹峰楽団の出演で新たに創作された楽曲を中心に紹介する。カバー曲については、「カバー曲」で紹介する。

### 2012年
牡丹峰楽団初期の楽曲は、普天堡電子楽団など他の芸術団体で創作された楽曲や映画音楽のカバーが多く、オリジナル曲と呼べるものが少ない。
- 「根になろう」 《뿌리가 되자》
- 「走って行こう未来へ」 《달려가자 미래로》
- 「金座布団」 《금방석》
- 「燃える願い」 《불타는 소원》
  - キム・ユギョン版とリュ・ジナ版。

### 2013年
- 「燃える生を我らは愛する」 《불타는 삶을 우린 사랑해》 
  - キム・ユギョン版（公演）とリュ・ジナ版。
- 「この地に夜が深まる時」 《이 땅에 밤이 깊어갈 때》
- 「人生の栄光」 《인생의 영광》
- 「福受けた人民の歌」 《복받은 인민의 노래》
- 「運命も未来も委ねる方」 《운명도 미래도 맡긴분》
- 「その懐が一番」 《그 품이 제일 좋아》
- 「熱い情」 《뜨거운 정》
  - キム・ユギョン独唱。翌2014年にパク・ミギョンも公演で同じ伴奏で歌唱。
- 「7.27行進曲」 《7.27행진곡》
  - 祖国解放戦争勝利60周年記念勲章を授与された作品。初出の音源は当楽団のものだが、功勲国家合唱団・文化省サイドで創作されたものであり、一概にオリジナル曲とは言いがたい。
- 「戦勝の祝砲よ語れ」 《전승의 축포여 말하라》 （同上）
- 「偉大な年代の勝利者たちに敬意を捧げる」 《위대한 년대의 승리자들에게 경의를 드린다》 （同上）
- 「偉大な戦勝の名節」 《위대한 전승의 명절》 （同上）
- 「祖国讃歌」 《조국찬가》
  - 集団作詞、作曲は功勲国家合唱団の作曲家（当時創作室長）ソル・テソン（설태성）。
- ※「偉大なその名は勝利の旗幟」 《위대한 그 이름은 승리의 기치》
  - 当楽団の作曲家ファン・ジニョンの作曲。公演で功勲国家合唱団と共演。
- ※「希望溢れる我が祖国よ」 《희망넘친 나의 조국아》
  - リュ・ジナ独唱版。作曲は当楽団の作曲家アン・ジョンホだが、演奏は功勲国家合唱団。
- 「我らの元帥」 《우리 원수님》
- 「山河に溢れる歌」 《내 조국강산에 넘치는 노래》
- ※「我らはあなたしか知らない」 《우리는 당신밖에 모른다》
  - 当楽団の作曲家キム・ウルリョンとファン・ジニョンが作曲したものだが、初出の音源は功勲国家合唱団の合唱・演奏。翌2014年に公演で当楽団の演奏・歌唱で演じられた。
- 「党旗よ永遠にあなたとともに」 《당기여 영원히 그대와 함께》
- ※「あの方なしでは生きられない」 《그이 없인 못살아》
  - リュ・ジナ独唱版。作曲は当楽団の作曲家キム・ウルリョンだが、初出の音源は功勲国家合唱団の演奏。翌2014年に公演で当楽団の演奏・四重唱で演じられた。

### 2014年
- 「我らの慈父」 《우리 어버이》
- ※「希望溢れる我が祖国よ」 《희망넘친 나의 조국아》
  - チョン・スヒャン独唱・牡丹峰楽団演奏版。
- 「人民の喜び」 《인민의 환희》
- 「豊漁歌」 《바다 만풍가》
- 「寝ても覚めても元帥様を思う」  《자나깨나 원수님 생각》
- 「飛んで行っておくれ、恋しい私の心よ」 《날아가다오 그리운 내 마음아》
  - パク・ミギョン独唱。公演のみ。
- 「祖国と人民のために服務する」 《조국과 인민을 위하여 복무함》 （公演のみ）
- 「勇士たち」 《용사들》
  - ラ・ユミが公演で独唱。リュ・ジナ独唱版の音源もあり。
- 「潜水艦海兵の歌」 《잠수함해병의 노래》
  - 2014年4月1日の公演の演目にあるものの（4月2日付 朝鮮中央通信・労働新聞）、音源不明。
- 「美しい飛行機雲」 《아름다운 비행구름》 （公演のみ）
- 「我らは出撃命令のみを待つ」 《우리는 출격명령만 기다린다》 
  - 公演で演じられたもの。短縮版の音源もあり。
- 「私の心の声」 《내 심장의 목소리》
- 「前線行き列車」 《전선행렬차》
- 「近衛部隊自慢歌」 《근위부대자랑가》
- 「その日の15分」 《그날의 15분》
- ※「勝利は代を継いで」 《승리는 대를 이어》
  - 功勲国家合唱団演奏。牡丹峰楽団の声楽組と功勲国家合唱団の大重唱組との共演。
- 「夜空の星よ」 《밤하늘의 별이여》
- 「鉄嶺の下のリンゴの海」 《철령아래 사과바다》
- 「人民は呼ぶ、親しいその名」 《인민은 부르네 친근한 그 이름》
- 「懐かしの白い丸木舟」 《그리움의 하얀 쪽배》
- 「告白」 《고백》
- 「歳月よ、過ぎ去ってみるがよい」 《세월이야 가보라지》
- 「万景台革命学院校歌」 《만경대혁명학원교가》
  - 集団作詞、アン・ジョンホ作曲。公演のみ。

### 2015年
- 「行こう白頭山へ」 《가리라 백두산으로》
- 「死んでも革命の信念を捨てずにいよう」 《죽어도 혁명신념 버리지 말자》
- 「私の心」 《내 마음》
- 「人情の世界」 《인정의 세계》
- 「千里でも万里でも」 《천리라도 만리라도》
- 「幸福の明日」 《행복의 래일》
- 「愛する時には」 《사랑할 때면》 （公演のみ）
- 「轟かせてゆこう、天下第一強国」 《떨쳐가자 천하제일강국》 （同上）
- 「愛する」 《사랑하노라》
  - 先に牡丹峰楽団が公演で演じ、後に青峰楽団によるこの楽曲を「新しく出た歌」として発表。
- 「党に従います」 《당을 따릅니다》 （公演のみ）
- 「恋しさは私の幸福」 《그리움은 나의 행복》
- 「お会いしたかったです」 《뵙고싶었습니다》
- 「我らの金正恩同志」 《우리의 김정은동지》
- 「いつまでも労働党に従う」 《우리 당 영원히 따르리》
- 「母の誕生日」 《어머니생일》
- 「運命の手」 《운명의 손길》
- 「我らは党旗を愛する」 《우리는 당기를 사랑하네》
- ※「今日も明日も永遠に」 《오늘도 래일도 영원히》
  - 公演で功勲国家合唱団と共演。
- 「懐かしの白い雪片」 《그리움의 흰눈송이》
- 「元帥のそばに人民がいます」 《원수님곁에는 인민이 있습니다》

### 2016年
- ※「金正恩将軍に栄光を」 《김정은장군께 영광을》
  - 発表後に記録映画で当音楽の一部が流れた。功勲国家合唱団の演奏で、牡丹峰楽団の声楽組と功勲国家合唱団の重唱組の大重唱と思われる。後に牡丹峰楽団単独の公演で演じられたが、一概にオリジナル曲とは言いがたい。
- ※「ああ恋しい元帥様」 《아 그리운 원수님》
  - 先に公演で牡丹峰楽団の演奏・二重唱（チョ・グキャンとキム・ユギョン）で演じられ、後に青峰楽団演奏・リュ・ジナ独唱版が発表された。
- 「革命の旅程」 《혁명의 려정》 （公演のみ）
- 「輝け光明星」 《빛나라 광명성》
  - 公演のみ。光明星4号の打ち上げ成功を受けて創作されたもの。翌2017年4月に功勲国家合唱団が公演で、メドレー曲の中の一曲として、同じメロディーで歌詞を改作し、「火星砲兵の歌」 《화성포병의 노래》として演じ、後に牡丹峰楽団も公演で「火星砲の歌」《화성포의 노래》と改題して楽曲を演じた。
- 「栄光捧げます、朝鮮労働党よ」 《영광드립니다 조선로동당이여》
- 「前進する社会主義」 《전진하는 사회주의》
  - 功勲国家合唱団の重唱組と共演。
- ※「我らには偉大な党がある」 《우리에겐 위대한 당이 있네》
  - リ・オクァ独唱。作曲は当楽団の作曲家ファン・ジニョンだが、初出の音源は功勲国家合唱団の演奏。

### 2017年
- 「父と呼びます」 《아버지라 부릅니다》
  - 当楽団の演奏で、当時青峰楽団所属のキム・オクチュが歌唱。
- 「社会主義前進歌」 《사회주의전진가》
- 「熱い念願」 《뜨거운 념원》
- ※「火星砲の歌」 《화성포의 노래》
  - 2016年「輝け光明星」を参照。

### 2019年
- 「私の心の太陽と星」 《내 마음의 해와 별》
  - キム・ユギョン独唱。

## カバー曲
年度別に紹介する楽曲は、北朝鮮の公式・準公式サイトに音源もしくは画面音楽のあるもので、歌唱を伴うもの。

### 2012年
- 「あなたは母」 《그대는 어머니》
  - オリジナルはワンジェサン芸術団演奏で「牡丹峰」重唱組の歌唱。
- 「私の心を星に込めて」 《내 마음 별에 담아》 （オリジナルは普天堡電子楽団）
- 「学ぼう」 《배우자》 （同上）
- 「この山河の高い嶺、険しい道の上に」 《이 강산 높은 령 험한 길우에》 （同上）
- 軽音楽と歌「勝利者たち」 《승리자들》 （同上）
- 「寧辺の絹織り娘」 《녕변의 비단처녀》 （同上）
- 「この地の主人たちは語る」 《이 땅의 주인들은 말하네》 （同上）
- 「野の花三輪」 《들꽃 세송이》 （同上）
- 「党を歌う」 《당을 노래하노라》 （同上）
- 「人民が愛する我らの領導者」 《인민이 사랑하는 우리 령도자》 （オリジナルはワンジェサン芸術団）
- 「戦士の歌」 《전사의 노래》 （映画音楽）
- 「私の一生」 《나의 한생》 （同上）
- 「我が生と祖国」 《내 삶과 조국》 （同上）
- 「戦勝のこだま」 《전승의 메아리》 （オリジナルは普天堡電子楽団）
- 軽音楽と歌「その日のように我らが生きているか」 《그때처럼 우리가 살고있는가》 （同上）
- 「ハマナスの心」 《해당화의 마음》 （オリジナルはワンジェサン軽音楽団）
- 「女性海岸砲兵の歌」 《녀성해안포병의 노래》 （同上）
- 「党に従い、青年たちよ前へ」 《당을 따라 청춘들아 앞으로》 （オリジナルは普天堡電子楽団）
- 軽音楽と歌「社会主義守ろう」 《사회주의 지키세》 （同上）
- 「祖国と私」 《조국과 나》 （同上）
- 「将軍様を真似よう」 《장군님을 닮으리》
  - この年に創作された楽曲で、青年中央芸術宣伝隊と銀河水管弦楽団が先に演じた。
- 「戦士の道」 《전사의 길》
  - 映画音楽だが、万寿台芸術団の創作。
- 「父母の青春時代」 《아버지 어머니의 청춘시절》 （オリジナルは普天堡電子楽団）
- 「一つの大家庭」 《하나의 대가정》 （同上）
- 「お母さん」 《어머니》 （オリジナルはワンジェサン軽音楽団）
- 「我が運命を輝かせてくれた母なる党の懐」 《내 운명 빛내준 어머니당의 품》 （映画音楽）
- 「母の声」 《어머니의 목소리》
- 「母なる我が党が望むのなら」 《어머니 우리 당이 바란다면》 （オリジナルは普天堡電子楽団）
- 「焚き火」 《우등불》 （同上）
- 「高く翻れ我らの党旗」 《높이 날려라 우리의 당기》
- 軽音楽と歌「栄光を捧げよう偉大な我が党に」 《영광을 드리자 위대한 우리 당에》
  - アン・ジョンホ作曲。初出の音源は銀河水管弦楽団。
- 「我らの行軍の道」 《우리의 행군길》
  - 先に軽音楽の楽曲として公演で演奏され、後に重唱版を発表。

### 2013年
- 「輝く祖国」 《빛나는 조국》
- 軽音楽と歌「正月の雪よ降れ」 《설눈아 내려라》
  - 普天堡電子楽団の作曲家であったリ・ジョンオ（리종오）が作詞・作曲。創作年度は不明。
- 「ノドゥルの川辺」 《노들강변》
  - 日本統治時代に創作された「新民謡」。
- 「人民は一途な心」 《인민은 일편단심》 （オリジナルはワンジェサン芸術団）
- 「我らは勝利者」 《우린 승리자》 （オリジナルは普天堡電子楽団）
- 「平壌を私は愛する」 《평양을 나는 사랑해》 （同上）
- 軽音楽と歌「党中央を命懸けで死守しよう」 《당중앙을 목숨으로 사수하자》
- 「砲兵の歌」 《포병의 노래》
  - オリジナルは普天堡電子楽団だが、歌詞を放射砲兵を歌ったものに改作。画面音楽なし。
- 「我らの銃槍の上に平和がある」 《우리의 총창우에 평화가 있다》 （オリジナルは普天堡電子楽団）
- 「祝福の歌」 《축복의 노래》 
  - 不朽の古典的名作。画面音楽なし。
- 「泉のほとりで」 《샘물터에서》
  - 朝鮮戦争時期の歌謡（戦時歌謡）。画面音楽なし。

### 2014年
以下の5曲は、2014年5月2日に元山市の松濤園国際少年団野営所で行われた公演で演じられたもので、2017年5月から6月にかけて北朝鮮のサイトで音源が公開されたもの。
- 「少年団行進曲」 《소년단행진곡》
- 「将軍様と子供たち」 《장군님과 아이들》 （オリジナルはワンジェサン軽音楽団）
- 「父は前線にいらっしゃる」 《아버지는 전선에 계신다》 （オリジナルは普天堡電子楽団）
- 「我らの父」 《우리 아버지》 （同上）
- 「この世に羨むものはない」 《세상에 부럼없어라》

### 2015年
- ※「朝鮮の姿」 《조선의 모습》
  - 青峰楽団との共演。画面音楽なし。

### 2016年
- ※「我らの信念」《우리의 신념》
  - オリジナルは功勲国家合唱団。歌唱は青峰楽団の声楽組で、演奏のみ青峰楽団との共演。

### 2017年
- 「社会主義ただ一筋に」 《사회주의 오직 한길로》
  - オリジナルは功勲国家合唱団で男声三重唱。後に歌唱が牡丹峰楽団の声楽組、演奏が功勲国家合唱団との共演の版を発表。

### 2018年
- 「党よ、私の母よ」 《당이여 나의 어머니시여》
  - オリジナルは2016年10月に功勲国家合唱団の独唱歌手キム・テリョン（김태룡）が公演で演じたもの。

### その他
- 「愛国歌」 《애국가》
  - 歌唱版は2013年版と2014年版
- 「我らは愛する」 《우린 사랑한다》 （2013年）
- 「後代たちのために」 《후대들을 위하여》 （2013年）
  - リュ・ジナ独唱。オリジナルは普天堡電子楽団。
- 「生とは何か」 《생이란 무엇인가》 （2013年）
  - キム・ユギョンとリュ・ジナの二重唱。映画音楽。
- 「燃え上がれ焚き火よ」 《타오르라 우등불아》 （2013年）
  - オリジナルは普天堡電子楽団だが、歌詞については銀河水管弦楽団が歌詞を改作して発表したもの。
- 「これ見よがしに」 《보란듯이》 （オリジナルはワンジェサン軽音楽団）
  - 女声重唱版は2015年、歌舞版は2016年版と2017年版
- 歌舞「我らは万里馬騎手」《우리는 만리마기수》 （オリジナルは青峰楽団）（2016年）

## 軽音楽・器楽曲

### 2012年
- 軽音楽「アリラン」 《아리랑》
- 軽音楽「イェップニ」（可愛い子） 《예쁜이》
- 弦楽四重奏「その懐を離れて暮らせない」 《그 품 떠나 못살아》
- 軽音楽「将軍星」 《장군별》
- 軽音楽「決戦の道へ」 《결전의 길로》 （画面音楽なし）
- 軽音楽「進軍また進軍」 《진군 또 진군》
- 軽音楽「軍旗とともに」 《군기와 함께》 （画面音楽なし）
- 軽音楽「祖国は永遠に記憶するだろう」 《조국은 영원히 기억하리라》
- チェロのための軽音楽「あなたしか私は知らない」 《그대밖에 내 몰라라》
- 弦楽四重奏「党中央の明かり」 《당중앙의 불빛》
- 軽音楽「我らの行軍の道」 《우리의 행군길》 （画面音楽なし）
- 軽音楽「繁栄せよ労働党時代」 《번영하여라 로동당시대》
- 軽音楽「我らを見よ」 《우리를 보라》
- 軽音楽「一気に」（タンスメ） 《단숨에》

### 2013年
これ以降、器楽のみの楽曲で画面音楽を制作することはなくなった。
- 軽音楽「朝鮮人民軍歌」 《조선인민군가》
- 軽音楽「兵士たちは答えた」 《병사들은 대답했네》
- 軽音楽「攻撃戦だ」 《공격전이다》
- 軽音楽「聞慶峠」 《문경고개》
- 軽音楽「我が生が花咲いた所」 《내 삶이 꽃펴난 곳》
- 弦楽四重奏「10月です」 《10월입니다》

### 2014年
- 軽音楽「兵士の足跡」 《병사의 발자욱》
- 軽音楽「白頭の馬蹄の音」 《백두의 말발굽소리》
- ヴァイオリン独奏と軽音楽「魅惑と欽慕」 《매혹과 흠모》
- 軽音楽メドレー「輝く祖国」 《빛나는 조국》

### 2015年
- 軽音楽「我が国が一番良い」 《내 나라 제일로 좋아》

### 2016年
- 軽音楽「一気に」（タンスメ） 《단숨에》
- 弦楽四重奏と弦楽合奏「母なる党よ」 《어머니당이여》
  - 青峰楽団と功勲国家合唱団との共演。
- 軽音楽「青山原に豊年が来た」 《청산벌에 풍년이 왔네》

### 2017年
- 軽音楽「共和国ロケット兵行進曲」 《공화국로케트병행진곡》
  - 牡丹峰楽団単独版と功勲国家合唱団との共演版。
- 軽音楽「一気に」（タンスメ） 《단숨에》
  - 7月9日公演版と7月30日公演版。
- 軽音楽「我が国が一番良い」 《내 나라 제일로 좋아》

### 2018年
- 軽音楽「我が国が一番良い」 《내 나라 제일로 좋아》
  - 平壌を訪れた文在寅韓国大統領一行を歓迎する公演で演じられた。

## メドレー曲

### 2012年
- 軽音楽と歌「我らの7.27」 《우리의 7.27》 （画面音楽あり)
- 軽音楽と歌「10月です」 《10월입니다》 （画面音楽あり）

### 2013年
- 軽音楽と歌メドレー「将軍様を仰いで歌う歌」 《장군님을 우러러 부르는 노래》 （画面音楽あり）
- 世界名曲メドレー「この世に羨むものはない」《세상에 부럼없어라》
- 女声重唱「白頭と漢拏は我が祖国」「我らの願いは統一」 《백두와 한나는 내 조국》《우리의 소원은 통일》
  - 後者は南側（韓国）の歌謡。
- 女声重唱「統一6.15」「統一は我が民族同士」 《통일 6.15》,《통일은 우리 민족끼리》
- 軽音楽と歌メドレー「武装で仕えよう我らの最高司令官」 《무장으로 받들자 우리의 최고사령관》 （画面音楽あり）
- 女声重唱（メドレー） 「次の火点は私が防ごう」「戦火のその日のその精神で」「進もう朝鮮よ、並進前へ」 《다음번 화점은 내가 막으리》《전화의 그날 그 정신으로》 《나가자 조선아 병진 앞으로》
- 器楽と歌・戦争映画歌メドレー「我らの最高司令官」 《우리의 최고사령관》
- 軽音楽と歌メドレー「我が運命を守ってくれた母なる党よ」 《내 운명 지켜준 어머니당이여》

### 2014年
- 軽音楽と歌メドレー「私は永遠にあなたの息子」 《나는 영원히 그대의 아들》
- 軽音楽メドレー「輝く祖国」 《빛나는 조국》
- 世界名曲メドレー「この世に羨むものはない」《세상에 부럼없어라》

### 2015年
- 軽音楽と歌メドレー「私が守り立った祖国」 《내가 지켜선 조국》
- 軽音楽と歌メドレー「朝鮮労働党万歳」 《조선로동당 만세》

### 2016年
- 軽音楽と歌メドレー「偉大なる朝鮮労働党万歳」 《위대한 조선로동당 만세》
- 歌舞メドレー「我らは愛する」 《우린 사랑한다》
  - 青峰楽団の声楽組と共演。
- 器楽と歌メドレー「あなたは母」 《그대는 어머니》

### 2019年
- 歌メドレー「前進する社会主義」「走って行こう未来へ」「正月の雪よ降れ」 《전진하는 사회주의》《달려가자 미래로》《설눈아 내려라》

### 2020年
- 歌メドレー「これ見よがしに」「学ぼう」「私の心は楽しい」「我らを羨め」「この世に羨むものはない」《보란듯이》《배우자》《내 마음 즐거워라》《우리를 부러워하라》《세상에 부럼없어라》
- 歌メドレー「社会主義を守ろう」「社会主義前進歌」「社会主義ただ一筋に」「社会主義を守ろう（２番）」《사회주의 지키세》《사회주의전진가》《사회주의 오직 한길로》《사회주의 지키세》
- 三池淵管弦楽団・万寿台芸術団の声楽組と共演。